# Pisidium punctatum
Pisidium punctatum är en musselart som beskrevs av Sterki 1895. Pisidium punctatum ingår i släktet Pisidium och familjen ärtmusslor. Inga underarter finns listade i Catalogue of Life.